# Tropidonitis paradoxus
Tropidonitis paradoxus là một loài bọ cánh cứng trong họ Bọ hung (Scarabaeidae).